# Statsflagga

Tysklands statsflagga

Norges stats- och örlogsflagga

Perus statsflagga

Statsflagga är en särskild flagga som används av statliga myndigheter. Den förs ofta vid offentliga byggnader och av statliga, icke-militära fartyg.
I många länder, till exempel i Sverige, USA, Frankrike och Japan, används nationsflaggan i oförändrat skick även av statliga myndigheter. Dessa länder har alltså inte någon särskild statsflagga. I exempelvis Sverige och USA är det däremot vanligt att olika myndigheter har antagit egna flaggor, men dessa myndighetsflaggor är mer att likna vid företagsflaggor och kan inte räknas som en variant av nationsflaggan.
För de länder som har en särskild statsflagga, är statsflaggans utseende olika, men vissa mönster kan märkas. I vissa länder, till exempel i Norge, är statsflaggan identisk med örlogsflaggan. I andra europeiska länder är det vanligt att statsflaggan visar landets statsvapen, till exempel i Tyskland, Finland, Österrike, Belgien. 